# Rychlý holky
Tréninková skupina Rychlý holky je české lehkoatletické družstvo trenérky Martiny Blažkové, které tvoří elitní české atletky. 
Jejich dosavadním největším společným úspěchem je bronzová medaile ze štafety na 4 × 400 metrů z Mistrovství Evropy v lehké atletice 2012 z finských Helsinek . Stalo se tak poté, co hned 3 členky (Denisa Rosolová, Zuzana Hejnová a Zuzana Bergrová) této skupiny na tomto mistrovství běžely ve finále závodu na 400 metrů překážek a 4. členka štafety Jitka Bartoničková v semifinále na 400 metrů. Denisa Rosolová se zde stala vicemistryní Evropy.
Kromě zmíněné medaile holky ještě ve štafetě 4 × 400 m vybojovaly bronz na Halovém mistrovství světa 2010 v Doha (Rosolová-Bergrová-Bartoničková-Hejnová), 4. místo na Halovém mistrovství světa 2008 ve Valencii (Rosolová-Bergrová-Bartoničková-Hejnová) a bronz na Halovém mistrovství Evropy 2013 v Göteborgu (Rosolová-Bartoničková-Masná-Hejnová).
Na Letních olympijských hrách 2012 v Londýně se hned dvě závodnice z této skupiny (Denisa Rosolová, Zuzana Hejnová) probojovaly od osmičlenného finále závodu na 400 metrů překážek. Zuzana Hejnová v tomto závodě doběhla třetí v čase 53,38 s a získala tak bronzovou olympijskou medaili., Denisa Rosolová skončila sedmá.
Skupina trénuje na Stadionu Evžena Rošického v Praze.

## Složení skupiny
- Jitka Bartoničková
- Kateřina Cachová
- Karolína Hlavatá
- Julie Jiravská
- Jana Korešová
- Denisa Rosolová
- Lucia Slaničková

## Bývalé členky
- Zuzana Bergrová
- Štěpán Cysař
- Michaela Hejnová
- Zuzana Hejnová
- Eva Jeníková
- Eliška Klučinová
- Lucie Koldcsiterová
- Barbora Laláková
- Šárka Mládková
- Tereza Nozarová
- Aneta Pecnová
- Gabriela Proroková
- Lucie Škrobáková
- Lenka Švábíková
- Kateřina Ulrichová